# November to Remember 1994
November to Remember 1994 fu un evento organizzato dalla federazione Extreme Championship Wrestling (ECW); si svolse il 5 novembre 1994 presso l'ECW Arena di Filadelfia, Pennsylvania, Stati Uniti.

## Evento
Nello show ci furono due main event; nel primo Shane Douglas difese l'ECW World Heavyweight Championship contro Ron Simmons, nel secondo Chris Benoit affrontò Sabu. Durante il match, Sabu soffrì un serio infortunio alla spina dorsale, che fece bruscamente terminare l'incontro in no contest dopo soli due minuti dall'inizio. Benoit fu allora sfidato da 2 Cold Scorpio in un incontro improvvisato, che terminò con un doppio conteggio fuori dal ring.
Al termine del match Tommy Dreamer vs Tommy Cairo, si tenne una cerimonia di ritiro per The Sandman, che era apparentemente rimasto accecato nel corso di un "I Quit" match con Dreamer. Durante la cerimonia, l'ex moglie di Sandman, Peaches, tentò di riconciliarsi con lui, ma fu interrotta da Woman, ex manager di Sandman che lo aveva scaricato e definito inutile ormai a causa della perdita della vista. Woman interruppe la riconciliazione colpendo con un bastone da kendo Peaches e minacciando The Sandman. Quando Dreamer salì sul ring per proteggere Sandman, egli rivelò di non essere cieco e lo aggredì, e il suo allontanamento da Woman si rivelò essere stato solo un espediente per spingere Dreamer contro Cairo.

## Risultati
| N. | Risultati                                                                                   | Stipulazione                                             | Durata |
| -- | ------------------------------------------------------------------------------------------- | -------------------------------------------------------- | ------ |
| 1  | J.T. Smith sconfisse Hack Meyers                                                            | Single match                                             | 04:02  |
| 2  | The Pitbulls (Pitbull #1 & Pitbull #2) sconfissero The Bad Breed (Axl Rotten & Ian Rotten)  | Tag team match                                           | 03:11  |
| 3  | 2 Cold Scorpio sconfisse Mr. Hughes                                                         | Single match                                             | 07:09  |
| 4  | Tommy Dreamer sconfigge Tommy Cairo quando l'arbitro ferma l'incontro                       | Single match                                             | 07:09  |
| 5  | Dean Malenko (con Jason) sconfisse The Tazmaniac via knockout                               | Single match                                             | 05:13  |
| 6  | Shane Douglas (c) sconfisse Ron Simmons                                                     | Single match per l'ECW World Heavyweight Championship    | 06:34  |
| 7  | The Public Enemy (Rocco Rock & Johnny Grunge) sconfissero Cactus Jack & Mikey Whipwreck (c) | Brawl Game match per gli ECW World Tag Team Championship | 12:34  |
| 8  | Chris Benoit vs. Sabu (con 911 e Paul E. Dangerously) terminò in no-contest                 | Single match                                             | 02:00  |
| 9  | Chris Benoit (con The Public Enemy) vs. 2 Cold Scorpio terminò in doppio count-out          | Single match                                             | 12:00  |